# (3623) Chaplin
(3623) Chaplin ist ein Asteroid des Hauptgürtels, der am 4. Oktober 1981 von der ukrainisch-sowjetischen Astronomin Ljudmila Georgijewna Karatschkina an der Zweigstelle Nautschnyj des Krim-Observatoriums (IAU-Code 095) in Nautschnyj entdeckt wurde.
Der Asteroid ist Mitglied der Koronis-Familie, einer Gruppe von Asteroiden, die nach (158) Koronis benannt ist.
Benannt wurde der Asteroid nach dem britischen Komiker, Schauspieler, Regisseur, Drehbuchautor, Schnittmeister, Komponisten und Filmproduzenten Charles Chaplin (1889–1977), der zu den einflussreichsten Komikern des 20. Jahrhunderts und der Filmgeschichte zählte.